# Ronald Cassidy
Ronald Jeremiah „Jerry“ Cassidy (* 3. Februar 1939 in Trinidad; † 5. Dezember 2020 in Curaçao) ist ein ehemaliger Radrennfahrer aus Trinidad und Tobago.

## Sportliche Laufbahn
Cassidy war im Bahnradsport aktiv. Er war Teilnehmer der Olympischen Sommerspiele 1964 in Tokio. In der Einerverfolgung schied er in der Qualifikation aus.
Bei den Commonwealth Games 1966 wurde er Fünfter im Sprint und bestritt auch das Punktefahren.